# 低カリウム血症
低カリウム血症（ていカリウムけっしょう）は、なんらかの原因で血清中のカリウム濃度が低下してしまう電解質代謝異常症のひとつで、臨床的には血清カリウム濃度が3.5mEq/Lを下回ることである。また、なんらかの疾病の症候のひとつ。

## 解説
血清カリウムは3.7 - 4.7mEq/lと狭い範囲に調節されていて、平均的な70kgの成人は約3500mEqのカリウムを有し、カリウムの約98%は細胞内液として、2%程度が細胞外に存在する。
食事から摂取量は変動幅が大きく40 - 150mEq/日とされる。定常状態では、10%程度が便中に排泄されるが尿中排泄により体内濃度はコントロールされている。日摂取量が150mEqを上回ると、過剰なカリウムは数時間で約50%を尿中に排泄する。更にカリウムの摂取増加が持続していれば、アルドステロン分泌によって腎臓からのカリウム排泄が亢進する。また、便からのカリウム吸収はある程度調節される。

## カリウムの人体内のふるまい
維持輸液で必要なカリウムは一日あたり20 - 40mEqであるが、経口摂取では一日50 - 100mEq必要であるといわれている。正常人ではカリウムは摂取量と同じだけ尿中に排出されることが知られている。即ち、腎障害がなければ尿中カリウム量からカリウム摂取量を予測することができる。尿中のカリウム排出の調節は腎臓のCCT（皮質部集合管）で行われる。ここはカリウムの尿中への分泌を行う器官であり、体内のカリウムが過剰なときはカリウム分泌を促進させホメオスタシスの維持を行う。CCTでのカリウム分泌量調節因子としては以下のものが知られている。
- CCTへ到達する尿量
- CCTへ到達するナトリウム量
- 鉱質コルチコイド受容体刺激物質
  - アルドステロン (レニン・アンジオテンシン・アルドステロン系で分泌が促進される)
  - コルチゾール (ストレスや睡眠不足で分泌が促進される[3][4])
  - その他
- pH
- カリウム摂取量

低カリウム血症の場合はそれが腎からの排出亢進によるものか、摂取不足によるものかを区別する。これは部分排泄率を用いることで簡単に区別することができる。カリウム部分排泄率(FEK)は通常12.5 - 25%である。血清カリウムが低下しており、部分排泄率が増加していれば腎からの排出亢進、部分排出低下をしていれば摂取不足であると判断できる。

## 症状
低カリウム血症の症状としては、多尿、高血圧、疲労、筋力低下、神経機能の低下、不安、イライラ、抑うつ、睡眠障害、虚弱、便秘、乾燥肌、筋肉痙攣（腓(こむら)返り）などがある。
軽度(K 3.0-3.5mEq/L)
- 特段の症状は現れない事が多い。若干血圧の上昇[5]や不整脈を引き起こすことがある。

中程度 (K 2.5-3.0mEq/L)
- 消化器症状（嘔気、食思不振など）
- 骨格筋症状（脱力、筋力低下、テタニーなど）
- 尿濃縮障害（多尿、多飲）
- インスリン分泌障害（耐糖能異常）

重度 (K < 2.5mEq/L)
- 麻痺、強度の筋肉痙攣（四肢麻痺、呼吸筋麻痺）、イレウス、心興奮性亢進[1]などが起こる。

深刻横紋筋融解症の報告がある。骨格筋機能の重度の障害からくる呼吸不全は稀なことではない。

### 心電図
特徴的な心電図が得られる。
- T波の平坦化/陰性化
- U波出現
- ST低下出現
- ST低下
- U波増大
- PR間隔延長

## 原因
最も多い原因は腎臓または消化管からの過剰排泄で、慢性の下痢や緩下剤の長期乱用である。摂取不足だけで無く土食症、嘔吐、胃内容物の吸引も原因となる。また、前立腺腫瘍の治療に用いられる事があるアビラテロン酢酸エステル製剤や芍薬甘草湯・小柴胡湯の副作用としての症候を呈することがある。
1. 摂取量の異常 - 摂取不足
  - 低栄養患者、過度のダイエット、拒食症、経口摂取不能者への補給不足
2. 分布の異常 - 細胞内への移動
  - カリウム取り込み亢進 - インスリン、カテコラミン（β刺激）、アルカローシス、甲状腺ホルモン
3. 消化管からの喪失
  - 下痢・嘔吐
4. 尿中排泄亢進
  - 利尿剤、尿細管アシドーシス、内分泌疾患（アルドステロン高値、コルチゾール高値）、薬物相互作用[8]、薬剤副作用

### 代表疾病
低カリウム血症を症候とする主な疾病は、
悪性腫瘍
原発性アルドステロン症鉱質コルチコイドの異常な分泌によって、血清ナトリウム濃度が上昇する代わりに腎臓からのカリウム排泄が亢進する。
腎血管性高血圧腎臓の血管に障害が起こって腎血流が低下し、これを体全体の血圧の低下と勘違いした腎臓が血圧を上げるホルモン : レニンを分泌して、鉱質コルチコイドが駆動されて、血清ナトリウム濃度が上昇する代わりに腎臓からのカリウム排泄が亢進する。
クッシング症候群糖質コルチコイドの鉱質コルチコイド作用によって、血清ナトリウム濃度が上昇する代わりに腎臓からのカリウム排泄が亢進する。
バーター症候群腎臓での Na+-K+-2Cl− 共輸送体の機能不全によってカリウム排泄が亢進する。
ギテルマン症候群腎臓の遠位尿細管におけるサイアザイド感受性NaCl共輸送体の遺伝子異常による。
リドル症候群腎臓でのアミロライド感受性ナトリウムチャンネルの抑制不全によってカリウム排泄が亢進する。
抗利尿ホルモン不適合分泌症候群
抗利尿ホルモンの異常な分泌によってカリウムに比べて相対的に水の排泄が弱まり、血清カリウム濃度が低下する。
バセドウ病甲状腺ホルモンの影響で、血液から細胞内へカリウムの移動がおこるため。周期性四肢麻痺を来たす。
褐色細胞腫カテコールアミンの異常な分泌によって末梢血管収縮が起こり循環血液量が減るため腎臓よりレニンを分泌して鉱質コルチコイドが駆動され血清ナトリウム濃度が上昇する代わりに腎臓からのカリウム排泄が亢進する。

## 治療
軽度の場合は対症療法を行うが並行して原疾患の治療を行う。
軽度
- 原則は経口摂取で、40-100mEq/日を数回に分けて内服。

中程度から重度
- 点滴による補充が主体。輸液速度は20mEq/hrまで。
  - 末梢での点滴内K濃度は最大40-60mEq/L
  - 中心静脈では100-200mEq/L

## カリウム欠乏量
基本的に高カリウム血症とアシドーシス、低カリウム血症とアルカローシスが連動するという経験則がある。数値的なことを言うと、pHが0.1下がると血清カリウムは0.5上がるといわれている。そのためカリウム欠乏量を計算する時は酸塩基平衡も一緒に考えなければならない。
pH が7.4の場合のカリウム欠乏量は以下のようにまとめられる。
| 血清カリウム(mEq/l) | カリウム欠乏量(mEq) |
| ------------------- | ------------------- |
| 3.5                 | 100                 |
| 3                   | 200                 |
| 2.5                 | 400                 |

もし pH が7.3で K が3.5mEq/lであれば、アシドーシスを補正すると K が200mEq不足ということになる。大体電解質の補正は3日くらいで行うことが多く、カリウムの補正につかうKCl製剤は1キットで20mEqのものが多い。

## 腎性尿崩症の原因としての低カリウム血症
しばしば、教科書では高カルシウム血症と低カリウム血症を同時に扱うことがある。両者とも集合管のADH感受性を低下させ腎性尿崩症を起こすことが知られている。悪性腫瘍患者の高カルシウム血症と糖尿病患者の低カリウム血症に伴う腎性尿崩症は患者を死に至らせることもあるため注意が必要である。糖尿病性昏睡での治療失敗の原因の多くはカリウムの補正が足らず、極度の脱水の患者が腎性尿崩症にいたり、さらに脱水が助長されるという悪循環によるものである。しかし高カリウム血症も不整脈により死に至る病態であるため、このさじ加減は非常に難しい。